# Atletism la Jocurile Olimpice de vară din 1924 - 100 m (masculin)
Proba de 100 de metri masculin de la Jocurile Olimpice de vară din 1924 a avut loc în perioada 6-7 iulie 1924. Această cursă a fost descrisă în filmul Carele de foc. Primele două runde (seriile și sferturile de finală) au avut loc pe 6 iulie, iar semifinalele și finala pe 7 iulie. Au concurat 86 de sportivi din 34 de țări. Proba a fost câștigată de Harold Abrahams din Marea Britanie - prima medalie olimpică de aur a Marii Britanii la 100 de metri masculin. Jackson Scholz din Statele Unite a luat medalia de argint, iar bronzul a fost câștigat de Arthur Porritt din Noua Zeelandă.
Filmul Carele de foc prezintă o versiune ficțională a evenimentului, în care Eric Liddell, un creștin devotat, a abandonat cu puțin timp înainte de competiție, pentru că întrecerea avea loc duminică, iar credința sa îl obliga să respecte ziua de duminică ca Sabat. Deși povestea de bază este exactă, adevărata cronologie a fost mai puțin dramatică, deoarece „Liddell știa despre programul olimpic cu câteva luni înainte și nu a intenționat niciodată să alerge 100 de metri la Paris”.

## Formatul competiției
Evenimentul a păstrat formatul de patru runde din 1920: serii, sferturi de finală, semifinale și finala. Au existat 17 curse în faza seriilor, compuse din 3-6 sportivi fiecare, primii doi clasați din fiecare probă avansând în sferturile de finală. Cei 34 de sfert finaliști au fost repartizați în 6 serii a câte 5 sau 6 sportivi. Din nou, cei mai buni 2 au avansat în semifinale. Au existat 2 serii de 6 semifinaliști, de data aceasta primii 3 avansând în finala de 6.

## Recorduri
Înaintea acestei competiții, recordurile mondiale și olimpice erau următoarele:
| Record  | Atlet                   | Timp  | Loc                     | Data            |
| ------- | ----------------------- | ----- | ----------------------- | --------------- |
| Mondial | Charles Paddock (USA)   | 10,4  | Redlands, Statele Unite | 23 aprilie 1921 |
| Olimpic | Donald Lippincott (USA) | 10,63 | Stockholm, Suedia       | 6 iulie 1912    |

## Rezultate

### Calificări
S-au calificat în sferturi de finală primii doi atleți din fiecare serie (C). 

#### Seria 1
| Loc | Atlet           | Țară                       | Timp | Note |
| --- | --------------- | -------------------------- | ---- | ---- |
| 1   | Loren Murchison | Statele Unite ale Americii | 10,8 | C    |
| 2   | Arthur Porritt  | Noua Zeelandă              | 10,9 | C    |
| 3   | Camilo Rivas    | Argentina                  |      |      |
| 4   | Mariano Aguilar | Mexic                      |      |      |
| 5   | Alberto Jurado  | Ecuador                    |      |      |

#### Seria 2
| Loc | Atlet             | Țară         | Timp | Note |
| --- | ----------------- | ------------ | ---- | ---- |
| 1   | Cyril Coaffee     | Canada       | 11,0 | C    |
| 2   | Ernesto Bonacina  | Italia       | 11,2 | C    |
| 3   | Mogens Truelsen   | Danemarca    |      |      |
| 4   | Gentil dos Santos | Portugalia   |      |      |
| 5   | Alois Linka       | Cehoslovacia | 11,6 |      |

#### Seria 3
| Loc | Atlet            | Țară                       | Timp | Note |
| --- | ---------------- | -------------------------- | ---- | ---- |
| 1   | Charles Paddock  | Statele Unite ale Americii | 11,2 | C    |
| 2   | Oto Seviško      | Letonia                    | 11,8 | C    |
| 3   | Ferdinand Kaindl | Austria                    |      |      |

#### Seria 4
| Loc | Atlet                 | Țară     | Timp | Note |
| --- | --------------------- | -------- | ---- | ---- |
| 1   | Maurice Degrelle      | Franța   | 11,0 | C    |
| 2   | Reijo Halme           | Finlanda | 11,1 | C    |
| 3   | Frederik Lamp         | Olanda   |      |      |
| 4   | Fritz Schedl          | Austria  |      |      |
| 5   | Władysław Dobrowolski | Polonia  | 11,5 |      |
| 6   | Rauf Hasağası         | Turcia   |      |      |

#### Seria 5
| Loc | Atlet            | Țară          | Timp | Note |
| --- | ---------------- | ------------- | ---- | ---- |
| 1   | Lajos Kurunczy   | Ungaria       | 11,4 | C    |
| 2   | Johans Oja       | Letonia       |      | C    |
| 3   | Henricus Cockuyt | Belgia        |      |      |
| 4   | Wilfred Hildreth | India         |      |      |
| 5   | Lawrence Betts   | Africa de Sud |      |      |

#### Seria 6
| Loc | Atlet                 | Țară          | Timp | Note |
| --- | --------------------- | ------------- | ---- | ---- |
| 1   | Henricus Broos        | Olanda        | 11,0 | C    |
| 2   | George Dunston        | Africa de Sud | 11,2 | C    |
| 3   | Antonín Svoboda       | Cehoslovacia  | 11,3 |      |
| 4   | Poul Schiang          | Danemarca     | 11,5 |      |
| 5   | José-María Larrabeiti | Spania        | 11,6 |      |
| 6   | David Nepomuceno      | Filipine      |      |      |

#### Seria 7
| Loc | Atlet               | Țară           | Timp | Note |
| --- | ------------------- | -------------- | ---- | ---- |
| 1   | Lancelot Royle      | Marea Britanie | 11,0 | C    |
| 2   | Giovanni Frangipane | Italia         | 11,1 | C    |
| 3   | André Théard        | Haiti          | 11,2 |      |
| 4   | Juan Junqueras      | Spania         | 11,3 |      |
| 5   | Zygmunt Weiss       | Polonia        | 11,4 |      |

#### Seria 8
| Loc | Atlet                 | Țară           | Timp | Note |
| --- | --------------------- | -------------- | ---- | ---- |
| 1   | Walter Rangeley       | Marea Britanie | 11,0 | C    |
| 2   | Marinus van den Berge | Olanda         | 11,1 | C    |
| 3   | Diego Ordóñez         | Spania         |      |      |
| 4   | Victor Moriaud        | Elveția        |      |      |
| 5   | Karel Pott            | Portugalia     |      |      |
| 6   | Miguel Enrico         | Argentina      |      |      |

#### Seria 9
| Loc | Atlet                 | Țară     | Timp | Note |
| --- | --------------------- | -------- | ---- | ---- |
| 1   | Albert Heisé          | Franța   | 11,2 | C    |
| 2   | Gusztáv Rózsahegyi    | Ungaria  | 11,3 | C    |
| 3   | Lauri Härö            | Finlanda | 11,3 |      |
| 4   | Curt Wiberg           | Suedia   | 11,4 |      |
| 5   | Alexandros Papafingos | Grecia   |      |      |

#### Seria 10
| Loc | Atlet                   | Țară           | Timp | Note |
| --- | ----------------------- | -------------- | ---- | ---- |
| 1   | Wilfred Nichol          | Marea Britanie | 11,0 | C    |
| 2   | Paul Brochart           | Belgia         | 11,1 | C    |
| 3   | Laurence Armstrong      | Canada         |      |      |
| 4   | Konstantinos Pantelidis | Grecia         |      |      |
| 5   | Gvido Jekals            | Letonia        |      |      |

#### Seria 11
| Loc | Atlet            | Țară                       | Timp | Note |
| --- | ---------------- | -------------------------- | ---- | ---- |
| 1   | Chester Bowman   | Statele Unite ale Americii | 11,0 | C    |
| 2   | Walter Strebi    | Elveția                    | 11,2 | C    |
| 3   | James Hall       | India                      | 11,3 |      |
| 4   | Bror Österdahl   | Suedia                     | 11,3 |      |
| 5   | Félix Escobar    | Argentina                  |      |      |
| 6   | Herminio Ahumada | Mexic                      |      |      |

#### Seria 12
| Loc | Atlet               | Țară    | Timp | Note |
| --- | ------------------- | ------- | ---- | ---- |
| 1   | George Hester       | Canada  | 11,2 | C    |
| 2   | Johannes van Kampen | Olanda  | 11,2 | C    |
| 3   | Karl Borner         | Elveția |      |      |
| 4   | Bill Lowe           | Irlanda |      |      |
| 5   | László Muskát       | Ungaria |      |      |
| –   | Eugène Moetbeek     | Belgia  |      | DS   |

#### Seria 13
| Loc | Atlet            | Țară                       | Timp | Note |
| --- | ---------------- | -------------------------- | ---- | ---- |
| 1   | Jackson Scholz   | Statele Unite ale Americii | 10,8 | C    |
| 2   | Paul Hammer      | Luxemburg                  | 11,3 | C    |
| 3   | Terence Pitt     | India                      | 11,3 |      |
| 4   | Knut Russell     | Suedia                     | 11,3 |      |
| 5   | Reinhold Kesküll | Estonia                    | 11,5 |      |

#### Seria 14
| Loc | Atlet           | Țară           | Timp | Note |
| --- | --------------- | -------------- | ---- | ---- |
| 1   | Harold Abrahams | Marea Britanie | 11,0 | C    |
| 2   | Slip Carr       | Australia      | 11,0 | C    |
| 3   | Sasago Tani     | Japonia        |      |      |
| 4   | Anton Husgafvel | Finlanda       |      |      |
| 5   | Álvaro Ribeiro  | Brazilia       |      |      |
| 6   | Șekip Engineri  | Turcia         |      |      |

#### Seria 15
| Loc | Atlet         | Țară      | Timp | Note |
| --- | ------------- | --------- | ---- | ---- |
| 1   | André Mourlon | Franța    | 11,0 | C    |
| 2   | Enrico Torre  | Italia    | 11,2 | C    |
| 3   | Joseph Hilger | Luxemburg |      |      |

#### Seria 16
| Loc | Atlet              | Țară    | Timp | Note |
| --- | ------------------ | ------- | ---- | ---- |
| 1   | Félix Mendizábal   | Spania  | 11,4 | C    |
| 2   | Anthony Vince      | Canada  | 11,4 | C    |
| 3   | Vittorio Zucca     | Italia  | 11,5 |      |
| 4   | Stanisław Sośnicki | Polonia | 11,6 |      |
| 5   | Artūrs Gedvillo    | Letonia |      |      |

#### Seria 17
| Loc | Atlet               | Țară     | Timp | Note |
| --- | ------------------- | -------- | ---- | ---- |
| 1   | Ferenc Gerő         | Ungaria  | 11,0 | C    |
| 2   | René Mourlon        | Franța   | 11,0 | C    |
| 3   | Väinö Eskola        | Finlanda | 11,1 |      |
| 4   | Aleksander Szenajch | Polonia  |      |      |

### Sferturi de finală
Sferturile de finală au avut loc pe 6 iulie. Primii doi concurenți din fiecare serie s-au calificat în semifinale.

#### Sfert de finală 1
| Loc | Atlet               | Țară                       | Timp | Note |
| --- | ------------------- | -------------------------- | ---- | ---- |
| 1   | Loren Murchison     | Statele Unite ale Americii | 10,8 | C    |
| 2   | Giovanni Frangipane | Italia                     | 11,0 | C    |
| 3   | Henricus Broos      | Olanda                     | 11,1 |      |
| 4   | Paul Hammer         | Luxemburg                  | 11,1 |      |
| 5   | Reijo Halme         | Finlanda                   | 11,1 |      |
| 6   | Anthony Vince       | Canada                     |      |      |

#### Sfert de finală 2
| Loc | Atlet           | Țară                       | Timp | Note |
| --- | --------------- | -------------------------- | ---- | ---- |
| 1   | Chester Bowman  | Statele Unite ale Americii | 10,8 | C    |
| 2   | Arthur Porritt  | Noua Zeelandă              | 10,9 | C    |
| 3   | Walter Rangeley | Marea Britanie             | 11,0 |      |
| 4   | René Mourlon    | Franța                     | 11,0 |      |
| 5   | Lajos Kurunczy  | Ungaria                    | 11,0 |      |
| 6   | Enrico Torre    | Italia                     |      |      |

#### Sfert de finală 3
| Loc | Atlet                 | Țară           | Timp | Note |
| --- | --------------------- | -------------- | ---- | ---- |
| 1   | Cyril Coaffee         | Canada         | 10,8 | C    |
| 2   | Wilfred Nichol        | Marea Britanie | 11,0 | C    |
| 3   | André Mourlon         | Franța         | 11,1 |      |
| 4   | Marinus van den Berge | Olanda         |      |      |
| 5   | Jānis Oja             | Letonia        |      |      |
| 6   | Walter Strebi         | Elveția        |      | NS   |

#### Sfert de finală 4
| Loc | Atlet            | Țară           | Timp | Note  |
| --- | ---------------- | -------------- | ---- | ----- |
| 1   | Harold Abrahams  | Marea Britanie | 10,6 | C, RO |
| 2   | George Hester    | Canada         | 10,7 | C     |
| 3   | Ferenc Gerő      | Ungaria        |      |       |
| 4   | Albert Heisé     | Franța         |      |       |
| 5   | Ernesto Bonacina | Italia         |      |       |
| 6   | Félix Mendizábal | Spania         |      |       |

#### Sfert de finală 5
| Loc | Atlet               | Țară                       | Timp | Note |
| --- | ------------------- | -------------------------- | ---- | ---- |
| 1   | Charles Paddock     | Statele Unite ale Americii | 10,8 | C    |
| 2   | Maurice Degrelle    | Franța                     | 11,0 | C    |
| 3   | Johannes van Kampen | Olanda                     |      |      |
| 4   | George Dunston      | Africa de Sud              |      |      |
| 5   | Gusztáv Rózsahegyi  | Ungaria                    |      |      |

#### Sfert de finală 6
| Loc | Atlet          | Țară                       | Timp | Note |
| --- | -------------- | -------------------------- | ---- | ---- |
| 1   | Jackson Scholz | Statele Unite ale Americii | 10,8 | C    |
| 2   | Slip Carr      | Australia                  | 10,9 | C    |
| 3   | Lancelot Royle | Marea Britanie             |      |      |
| 4   | Paul Brochart  | Belgia                     |      |      |
| 5   | Oto Seviško    | Letonia                    |      |      |

### Semifinale
Semifinalele au avut loc pe 7 iulie. Primii trei concurenți din fiecare semifinală s-au calificat în finală.

#### Semifinala 1
| Loc | Atlet            | Țară                       | Timp | Note |
| --- | ---------------- | -------------------------- | ---- | ---- |
| 1   | Jackson Scholz   | Statele Unite ale Americii | 10,8 | C    |
| 2   | Arthur Porritt   | Noua Zeelandă              | 11,1 | C    |
| 3   | Loren Murchison  | Statele Unite ale Americii | 11,2 | C    |
| 4   | Wilfred Nichol   | Marea Britanie             | 11,3 |      |
| 5   | Maurice Degrelle | Franța                     | 11,4 |      |
| 6   | George Hester    | Canada                     | 11,5 |      |

#### Semifinala 2
| Loc | Atlet               | Țară                       | Timp | Note  |
| --- | ------------------- | -------------------------- | ---- | ----- |
| 1   | Harold Abrahams     | Marea Britanie             | 10,6 | C, RO |
| 2   | Charles Paddock     | Statele Unite ale Americii | 10,7 | C     |
| 3   | Chester Bowman      | Statele Unite ale Americii | 10,7 | C     |
| 4   | Slip Carr           | Australia                  | 10,7 |       |
| 5   | Cyril Coaffee       | Canada                     | 10,8 |       |
| 6   | Giovanni Frangipane | Italia                     | 11,2 |       |

### Finala
Finala a avut loc la 7 iulie.
| Loc | Culoar | Atlet           | Țară                       | Timp | Note |
| --- | ------ | --------------- | -------------------------- | ---- | ---- |
| 1   | 4      | Harold Abrahams | Marea Britanie             | 10,6 | RO   |
| 2   | 3      | Jackson Scholz  | Statele Unite ale Americii | 10,7 |      |
| 3   | 6      | Arthur Porritt  | Noua Zeelandă              | 10,8 |      |
| 4   | 5      | Chester Bowman  | Statele Unite ale Americii | 10,9 |      |
| 5   | 1      | Charles Paddock | Statele Unite ale Americii | 10,9 |      |
| 6   | 2      | Loren Murchison | Statele Unite ale Americii | 11,0 |      |